# Fronteira Argentina–Chile
A fronteira entre Argentina e Chile é a linha de 5308km que limita os territórios de Argentina e Chile, ao longo da cordilheira dos Andes e nas ilhas da Terra do Fogo.
O extremo norte da fronteira é uma tríplice fronteira (Argentina, Bolívia e Chile) no deserto de Atacama. Esse ponto tem uma latitude pouco ao norte do Trópico de Capricórnio. Segue por milhares de quilómetros para sul até ao estreito de Magalhães e corta a Ilha Grande da Terra do Fogo, até poucos quilómetros a oeste de Ushuaia. Com mais de 5.000 km de extensão, se torna a 3ª maior fronteira do planeta e a maior da América do Sul.

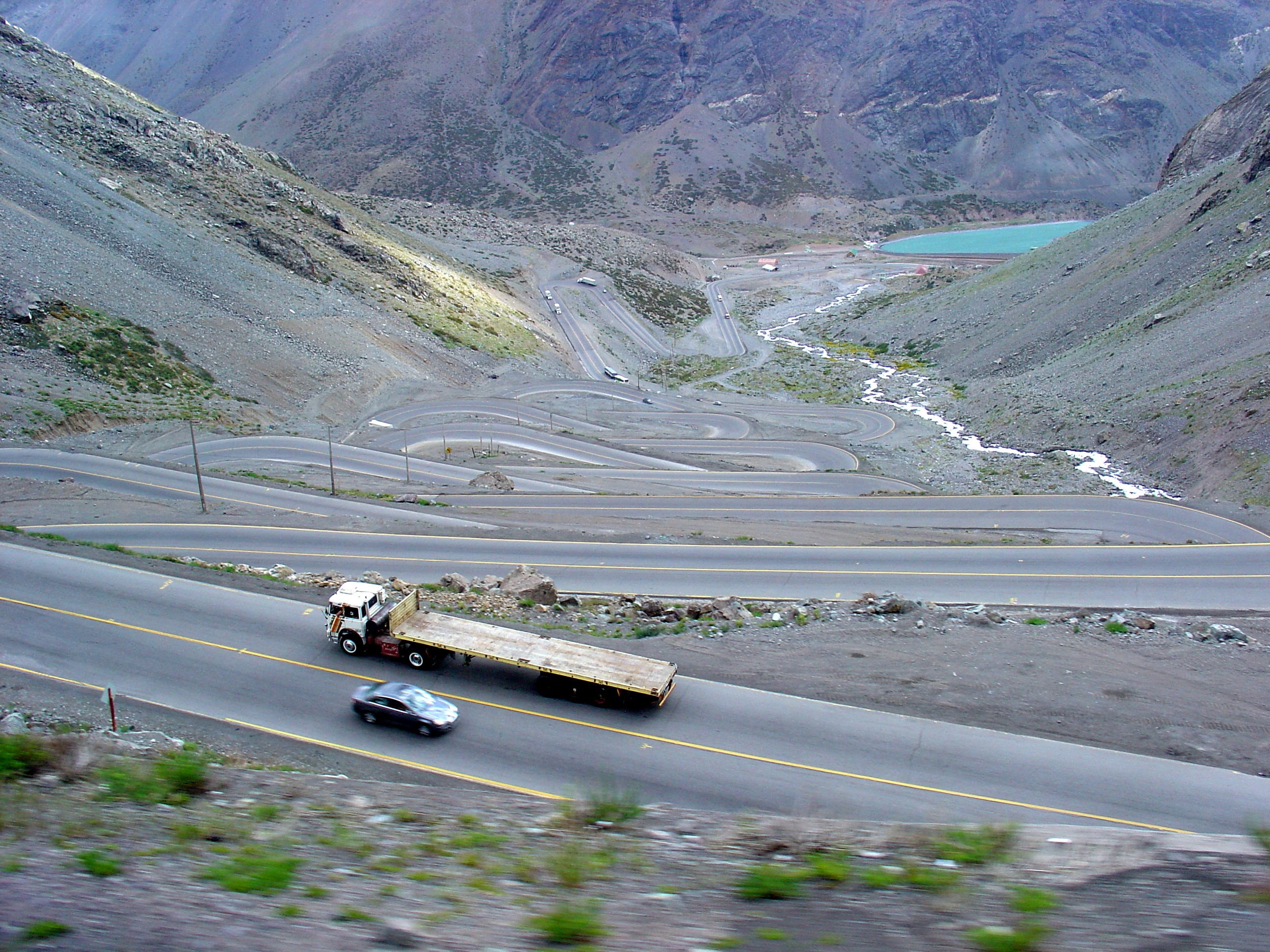
Estrada de montanha na zona de fronteira.

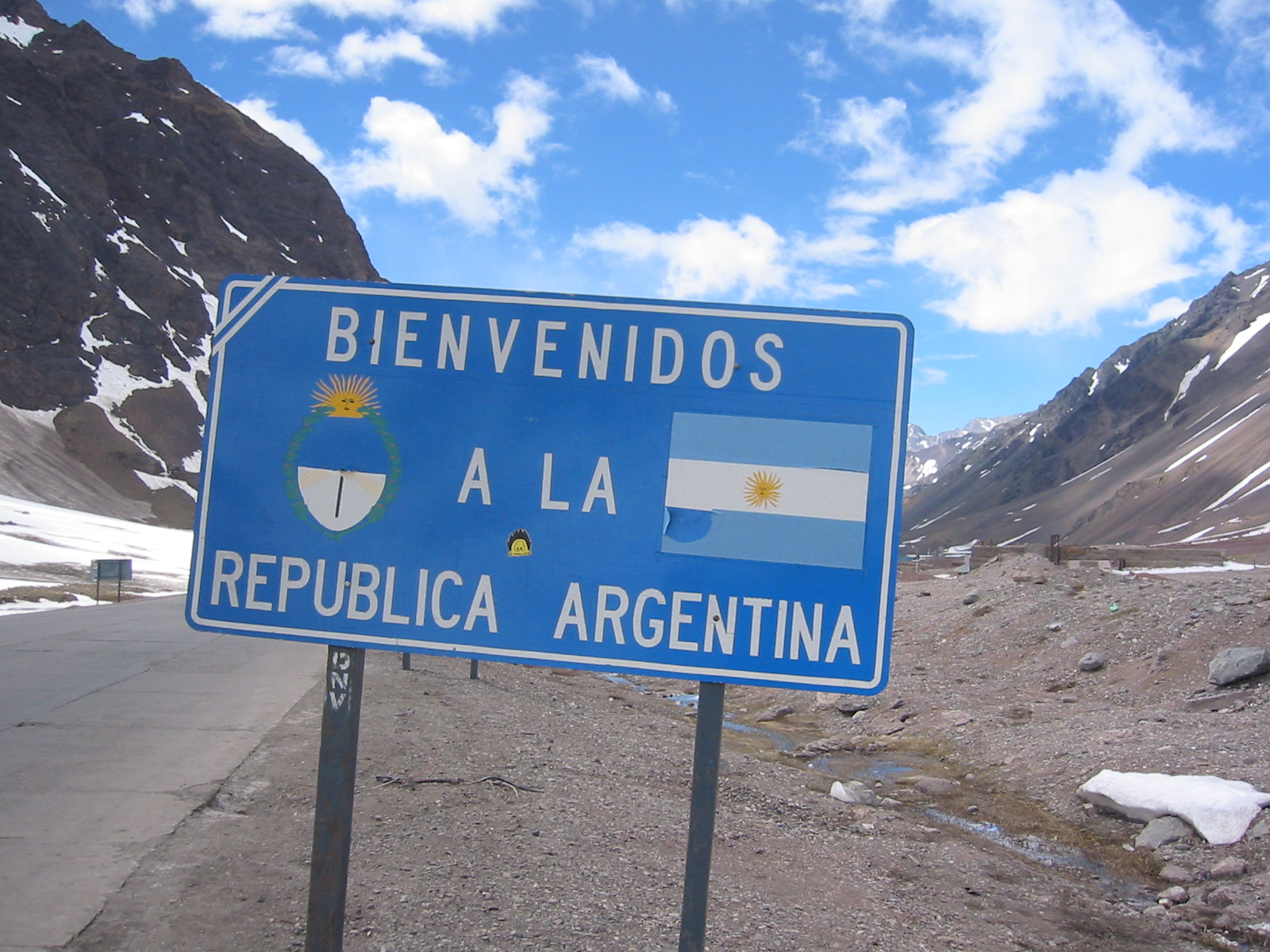
Sinal de entrada na Argentina, província de Mendoza.